# وال (تگزاس)
وال، تگزاس(به انگلیسی: Wall, Texas) شهری در ایالت تگزاس از ایالات جنوبی ایالات متحده آمریکا است.

## جستارهای ویژه
- فهرست شهرهای تگزاس